# Junta Grande de Reformación
La Junta Grande de Reformación fue un órgano político creado en los inicios del reinado de Felipe IV de España, sucesor de la Junta de Reformación.

## Historia
Tuvo como antecedente directo la Junta de Reformación, creada en 1621 y destinada a la reforma de las costumbres. El fracaso de esta última, llevó a Felipe IV a la creación de un nuevo órgano que sería conocido como Junta Grande de Reformación, por contar con más miembros que la primera. A pesar de ello sería conocida también como Junta de Reformación.
La Junta Grande celebró su primera sesión el 11 de agosto de 1622.
En 1623 se publicaron los Artículos de Reformación o Capítulos de Reformación para el Gobierno del Reino, resultado de los trabajos de la Junta Grande. Entre los temas tratados por este texto se encontraba la reforma del teatro.
La Junta desapareció hacia 1625-1626.

## Descripción
La composición de la Junta Grande, era la siguiente:
1. el Presidente del Consejo de Castilla, don Francisco de Contreras.
2. el Presidente del Consejo de Aragón, don Andrés Roig.
3. el Presidente del Consejo de Italia, don Baltasar de Zúñiga y Velasco.
4. el Presidente del Consejo de Portugal, don Carlos de Borja y Aragón, duque [consorte] de Vilahermosa.
5. el gobernardor interino del Consejo de Indias, don Juan de Villela.
6. el Inquisidor General, don Andrés Pachecho, obispo de Cuenca.
7. Fray Antonio de Sotomayor, dominico y confesor de Felipe IV.
8. Hernando de Salazar, jesuita y confesor del conde-duque de Olivares, valido de Felipe IV.
9. Alonso Cabrera, consejero del Consejo de Castilla y de la Cámara de Castilla.
10. Juan de Chaves, consejero del Consejo de Castilla y de la Cámara de Castilla.
11. García Pérez de Araciel, consejero del Consejo de Castilla.
12. El fiscal del Consejo de Castilla.
13. Rodrigo de Aguiar, consejero más antiguo del Consejo de Indias.
14. Miguel de Ipeñarrieta, consejero del Consejo de Hacienda.
15. Juan de Gamboa, consejero del Consejo de Hacienda.
16. El corregidor de Madrid, Juan de Castro y Castilla, por diputado del Reino.
17. El procurador de Cortes de Madrid, por diputado del Reino.

Era secretario don Pedro de Contreras.
El órgano debía reunirse todos los días, incluyendo domingos y fiestas. 
La primera de las sesiones se celebró en el salón de Cortes del Real Alcázar de Madrid.

### Individuales
1. ↑  Zafra, Enriqueta (2009). Prostituidas por el texto: discurso prostibulario en la picaresca femenina. Purdue University Press. p. 51. ISBN 978-1-55753-527-6. Consultado el 1 de abril de 2023.
2. ↑  Martín Sanz, Francisco (2003-09). La Política Internacional de Felipe IV. Francisco Martín Sanz. p. 72. ISBN 978-987-561-039-2. Consultado el 1 de abril de 2023.
3. ↑  Alejandro (26 de julio de 2015). «Pedazos de la Historia: La Junta de Reforma del Conde-Duque de Olivares». Pedazos de la Historia. Consultado el 1 de abril de 2023.